# Peter Perez Burdett
Peter Perez Burdett (1734? – 9. září 1793 Karlsruhe) byl anglický kartograf, zeměměřič, umělec a kreslíř původem z Eastwoodu v Essexu, kde zdědil menší jmění a také jméno Perez po svém dědečkovi z matčiny strany, který zde byl duchovním.
Peter Burdett by mohl být považován za slavného už proto, že byl vyobrazen na mnoha obrazech Josepha Wrighta, ale kromě toho se sám podílel na mnoha tehdejších projektech, včetně vyměřování trasy pro jedno z největších děl období průmyslové revoluce, plavebního kanálu z Leedsu do Liverpoolu, na kterém pracoval v roce 1769. Je označován za osobu „pokud ne přímo v centru, pak jistě alespoň v polostínu Měsíční společnosti z Birminghamu“. Závěr svého života strávil v Karlsruhe, vyhýbaje se věřitelům, nicméně aktivní v německé společnosti.

## Život
Burdett se narodil v roce 1734 nebo v roce 1735 v Eastwoodu v Essexu. Jeho otcem byl William Burdett a jeho matkou Elizabeth Burdettová. O jeho raném životě je známo jen velmi málo, známým začíná být až na začátku šedesátých let osmnáctého století, kdy potkává Josepha Wrighta, kterého se mu daří přesvědčit, aby mu zapůjčil peníze a tím podporoval jeho tvorbu map. Burdett navíc byl modelem pro mnohé Wrightovy obrazy a také mu podal výklad o perspektivě. Naopak Wright byl Burdettovi přítelem a podporoval ho finančně.
Okolo roku 1766 nakreslil svůj obraz Filosof předvádí tellurium (dnes v Derbském muzeu a umělecké galerii). Na tomto obraze, které zachycuje přednášku o sluneční soustavě za pomoci mechanické modelu, kde je v místě slunce umístěna lampa, je Burdett nakreslen jako postava vlevo od učence (postava napravo je Washington Shirley, s kterým se Burdett také znal).
Okolo roku 1767 dokončil Burdett svou mapu Derby v měřítku jeden palec ku jedné míli. S touto mapu se mu podařilo uspět, když byl druhým úspěšným tvůrcem, který nárokoval splnění podmínek soutěže z roku 1759 vyhlášené Society of Art, která si žádala právě tvorbu map v tomto měřítku.

### Liverpool
V roce 1768 se Burdett přestěhoval z Derby do Liverpoolu, aby zde pracoval na mapě hrabství Lancashire, podobně jako dříve úspěšně vypracoval mapu hrabství Derbyshire. Získal nové patron a pomáhal Georgovi Perrymu s tvorbou jeho mapy a dějin Liverpoolu. Pro Perryho dějiny z roku 1773 vytvořil obrázky a popis významných budov.
Jeho činnost v Liverpoolu byla natolik úspěšná, že sem pozval i svého přítele Wrighta. I ten přestěhováním získal a brzo dostal od místních obchodníků a aristokracie řadu objednávek. Byl to ovšem Burdett, kdo v Liverpoolu založil v roce 1769 Společnost umělců (Society of Artists) a zároveň se stal jejím prvním předsedou.
Posléze se Burdett stal propagátorem akvatinty, první výstavu svých výtvorů měl v roce 1772 a je považován za první britského akvatintistu. Navíc byla jeho technika odlišná od starší francouzské a novátorská, ovšem posléze ji odprodal jiném kartografovi Paulovi Sandbymu.

### Karlsruhe
V roce 1774 nicméně Burdett opustil Liverpool, aby utekl před dluhy, a dal se do služeb markraběte Bádenského. Vzal s sebou obraz sebe a své manželky (tento obraz je dnes v Národní galerii v Praze), ovšem manželku samotnou nechal napospas věřitelům.
V Karlsruhe se znovu oženil, 11. července 1781 si vzal Friederiku Kotkowskou a měl s ní posléze dceru Annu. Ve stejném roce také kreslil plány pro tržiště v Karlsruhe, které se zrcadlí i v tvarech dnešních budov.
Dne 9. září 1793 v Karlsruhe zemřel.